# Ajaz Guliev
Ajaz Bachtijarovič Guliev (in russo Аяз Бахтиярович Гулиев?; Mosca, 27 novembre 1996) è un calciatore russo, di origini azere, centrocampista del Sabah.

## Caratteristiche tecniche
È un centrocampista centrale.

## Carriera

### Club
Cresciuto nelle giovanili dello Spartak Mosca, ha esordito con la seconda squadra il 9 aprile 2014 in un match vinto 2-0 contro il Tambov.

### Nazionale
Ha giocato nelle nazionali giovanili russe Under-16, Under-17, Under-18, Under-19 ed Under-21.

## Statistiche

### Presenze e reti nei club
Statistiche aggiornate al 15 febbraio 2017.
| Stagione             | Squadra              | Campionato           | Campionato | Campionato | Coppe nazionali | Coppe nazionali | Coppe nazionali | Coppe continentali | Coppe continentali | Coppe continentali | Altre coppe | Altre coppe | Altre coppe | Totale | Totale | Totale |
| Stagione             | Squadra              | Comp                 | Pres       | Reti       | Comp            | Pres            | Reti            | Comp               | Pres               | Reti               | Comp        | Pres        | Reti        | Pres   | Reti   |        |
| -------------------- | -------------------- | -------------------- | ---------- | ---------- | --------------- | --------------- | --------------- | ------------------ | ------------------ | ------------------ | ----------- | ----------- | ----------- | ------ | ------ | ------ |
| 2013-2014            | Spartak-2 Mosca      | PPF                  | 2          | 0          | CR              | 0               | 0               |                    | -                  | -                  |             | -           | -           | 0      | 0      |        |
| 2014-2015            | Spartak-2 Mosca      | PPF                  | 7          | 0          | CR              | 0               | 0               |                    | -                  | -                  |             | -           | -           | 0      | 0      |        |
| 2015-2016            | Spartak-2 Mosca      | PFN                  | 23         | 1          | CR              | 0               | 0               |                    | -                  | -                  |             | -           | -           | 0      | 0      |        |
| 2016-gen. 2017       | Spartak-2 Mosca      | PFN                  | 17         | 0          | CR              | 0               | 0               |                    | -                  | -                  |             | -           | -           | 0      | 0      |        |
| Totale Spartak Mosca | Totale Spartak Mosca | Totale Spartak Mosca | 49         | 1          |                 | 0               | 0               |                    | -                  | -                  |             | -           | -           | 49     | 1      |        |
| gen.-giu. 2017       | Anži                 | PL                   | 11         | 0          | CR              | 1               | 0               |                    | -                  | -                  |             | -           | -           | 12     | 0      |        |
| 2017-gen. 2018       | Anži                 | PL                   | 11         | 1          | CR              | 0               | 0               |                    | -                  | -                  |             | -           | -           | 11     | 1      |        |
| Totale Anži          | Totale Anži          | Totale Anži          | 22         | 1          |                 | 1               | 0               |                    | -                  | -                  |             | -           | -           | 23     | 1      |        |
| gen.-giu. 2018       | Rostov               | PL                   | 0          | 0          | CR              | 0               | 0               |                    | -                  | -                  |             | -           | -           | 0      | 0      |        |
| Totale carriera      | Totale carriera      | Totale carriera      | 109        | 13         |                 | 6               | 1               |                    | 1                  | 0                  |             | -           | -           | 116    | 14     |        |

## Palmarès

### Club

#### Competizioni nazionali
- Coppa d'Azerbaigian: 1

Sabah: 2024-2025

### Nazionale
- Campionato d'Europa Under-17: 1

Slovacchia 2013